# Seiya Matsuki
Seiya Matsuki (松木 政也 Matsuki Seiya?), född 12 juni 1994 i Nara prefektur, är en japansk fotbollsspelare.
Matsuki spelade för SC Sagamihara.